# Mistrzostwa Świata Juniorów w Narciarstwie Klasycznym 2002
Mistrzostwa Świata Juniorów w Narciarstwie Klasycznym 2002 – zawody sportowe, które odbyły się w dniach 22 stycznia - 27 stycznia 2002 r. w niemieckim Schonach. Podczas mistrzostw zawodnicy rywalizowali w 13 konkurencjach, w trzech dyscyplinach klasycznych: skokach narciarskich, kombinacji norweskiej oraz w biegach narciarskich. W tabeli medalowej zwyciężyła reprezentacja Niemiec, której zawodnicy zdobyli 3 złote i 1 srebrny medal. Najwięcej medali, po 5 zdobyły reprezentacje Finlandii (3 złote i 2 brązowe) oraz Norwegii (1 złoty, 1 srebrny i 3 brązowe).

## Program
22 stycznia
- Biegi narciarskie – 15 kilometrów (K), 30 kilometrów (M)

23 stycznia
- Kombinacja norweska – skocznia normalna, 10 kilometrów indywidualnie (M)

24 stycznia
- Biegi narciarskie – 5 kilometrów (K), 10 kilometrów (M)
- Skoki narciarskie – skocznia normalna drużynowo (M)

25 stycznia
- Kombinacja norweska – skocznia normalna, 5 kilometrów drużynowo (M)

26 stycznia
- Skoki narciarskie – skocznia normalna indywidualnie (M)
- Biegi narciarskie – sprint (M/K)

27 stycznia
- Kombinacja norweska – skocznia normalna, 5 kilometrów indywidualnie (M)
- Biegi narciarskie – sztafeta 4 × 5 kilometrów (K), 4 × 10 kilometrów (M)

## Medaliści

### Biegi narciarskie – juniorzy
Mężczyźni
| Konkurencja                      | Data             | Złoto              | Srebro          | Brąz                 |
| -------------------------------- | ---------------- | ------------------ | --------------- | -------------------- |
| Sprint techniką dowolną          | 26 stycznia 2002 | Johannes Bredl     | Ulrich Eger     | Fredrik Byström      |
| Bieg na 30 km techniką klasyczną | 22 stycznia 2002 | Aivar Rehemaa      | Maksim Bułgakow | Eivind Juul Pedersen |
| Bieg na 10 km techniką dowolną   | 24 stycznia 2002 | Kristian Horntvedt | Johan Höök      | Aleksiej Trusow      |
| Bieg sztafetowy 4 × 10 km        | 27 stycznia 2002 | Zawody odwołane    | Zawody odwołane | Zawody odwołane      |

Kobiety
| Konkurencja                      | Data             | Złoto                 | Srebro           | Brąz                  |
| -------------------------------- | ---------------- | --------------------- | ---------------- | --------------------- |
| Sprint techniką dowolną          | 26 stycznia 2002 | Mona-Liisa Malvalehto | Nicole Fessel    | Kjersti Nordberg      |
| Bieg na 15 km technika klasyczną | 22 stycznia 2002 | Jewgienija Krawcowa   | Ellen Sandbakken | Mona-Liisa Malvalehto |
| Bieg na 5 km techniką dowolną    | 24 stycznia 2002 | Élodie Bourgeois-Pin  | Cecile Storti    | Irina Terentjeva      |
| Bieg sztafetowy 4 × 5 km         | 27 stycznia 2002 | Zawody odwołane       | Zawody odwołane  | Zawody odwołane       |

### Skoki narciarskie
Mężczyźni
| Konkurencja                       | Data             | Złoto                                                                 | Srebro                                                                                  | Brąz                                                            |
| --------------------------------- | ---------------- | --------------------------------------------------------------------- | --------------------------------------------------------------------------------------- | --------------------------------------------------------------- |
| Skocznia normalna – indywidualnie | 26 stycznia 2002 | Janne Happonen                                                        | Daiki Itō                                                                               | Kalle Keituri                                                   |
| Skocznia normalna – drużynowo     | 24 stycznia 2002 | Finlandia Janne Happonen · Harri Olli · Arttu Lappi · Akseli Kokkonen | Austria Balthasar Schneider · Christoph Strickner · Christian Nagiller · Manuel Fettner | Słowenia Bine Zupan · Zvonko Kordež · Rok Benkovič · Jaka Oblak |

### Kombinacja norweska
Mężczyźni
| Konkurencja                                      | Data             | Złoto                                                                           | Srebro                                                                          | Brąz                                                                      |
| ------------------------------------------------ | ---------------- | ------------------------------------------------------------------------------- | ------------------------------------------------------------------------------- | ------------------------------------------------------------------------- |
| Skocznia normalna, bieg na 5 km – indywidualnie  | 27 stycznia 2002 | Zawody odwołane                                                                 | Zawody odwołane                                                                 | Zawody odwołane                                                           |
| Skocznia normalna, bieg na 10 km – indywidualnie | 23 stycznia 2002 | Björn Kircheisen                                                                | Alex Glueck                                                                     | Nathan Gerhart                                                            |
| Skocznia normalna, bieg na 4 × 5 km – drużynowo  | 25 stycznia 2002 | Niemcy Florian Schillinger · Tino Edelmann · Christian Beetz · Björn Kircheisen | Francja Maxime Laheurte · Mathieu Martinez · François Braud · Sébastien Lacroix | Norwegia Jo-Wesche Fossheim · Magnus Moan · Mathias Østvik · Petter Tande |

## Tabela medalowa
| Klasyfikacja medalowa | Klasyfikacja medalowa | Klasyfikacja medalowa | Klasyfikacja medalowa | Klasyfikacja medalowa | Klasyfikacja medalowa |
| Lp.                   | Państwo               | złoto                 | srebro                | brąz                  | złoto · srebro · brąz |
| --------------------- | --------------------- | --------------------- | --------------------- | --------------------- | --------------------- |
| 1.                    | Niemcy                | 3                     | 1                     | 0                     | 4                     |
| 2.                    | Finlandia             | 3                     | 0                     | 2                     | 5                     |
| 3.                    | Francja               | 1                     | 2                     | 0                     | 3                     |
| 4.                    | Norwegia              | 1                     | 1                     | 3                     | 5                     |
| 5.                    | Rosja                 | 1                     | 1                     | 1                     | 3                     |
| 6.                    | Estonia               | 1                     | 0                     | 0                     | 1                     |
| 7.                    | Austria               | 0                     | 2                     | 0                     | 2                     |
| 8.                    | Szwecja               | 0                     | 1                     | 1                     | 2                     |
|                       | Stany Zjednoczone     | 0                     | 1                     | 1                     | 2                     |
| 10.                   | Japonia               | 0                     | 1                     | 0                     | 1                     |
| 11.                   | Litwa                 | 0                     | 0                     | 1                     | 1                     |
|                       | Słowenia              | 0                     | 0                     | 1                     | 1                     |